# Polyetherstolen
Polyetherstolen är benämningen på en stol, som utformades av den danske konstnären och arkitekten Gunnar Aagaard Andersen 1964. 
Polyetherstolen gjordes som ett möbelexperiment av polyuretanskum och är utformad som en kommentar till chesterfieldmöbler. Den finns i samlingarna i Museum of Modern Art i New York och i Designmuseum Danmark i Köpenhamn.
Stolen har tagits in i Danmarks kulturkanon i gruppen design och konsthantverk.